# Coupe de RDA de football
 (mars 2019).
Si vous disposez d'ouvrages ou d'articles de référence ou si vous connaissez des sites web de qualité traitant du thème abordé ici, merci de compléter l'article en donnant les références utiles à sa vérifiabilité et en les liant à la section « Notes et références ».
La Coupe de RDA de football ou FDGB-Pokal (allemand : Freier Deutscher Gewerkschaftsbund-Pokal) a été créée en 1949. La dernière édition a eu lieu en 1991, sous le nom de NOFV-Pokal (allemand : Nordostdeutscher Fussball-Verband-Pokal).

## Format et historique
Les équipes pensionnaires de DDR-Oberliga et de DDR-Liga sont automatiquement qualifiées. D'autres équipes se qualifient via des coupes dans les 15 Bezirke. Jusqu'au milieu des années 1980, le grand nombre d'équipes en DDR-Liga donne lieu à un large éventail de participants. Jusqu'en 1975, le stade dans lequel est joué la finale change chaque année, après quoi les finales sont jouées au Stade du Weltjugend à Berlin-Est jusqu'en 1989. Dans les années 1970 et 1980, entre 30 000 et 55 000 spectateurs se déplacent de toute la RDA pour la finale. Après la chute du mur de Berlin, l'intérêt du public diminue grandement, ainsi les deux dernières finales (1990 et 1991) ne voient que 5 750 et 4 800 spectateurs respectivement.
Le vainqueur de la coupe obtenait une place en Coupe d'Europe des vainqueurs de coupe. Si le vainqueur de la coupe effectuait le doublé coupe-championnat, le finaliste perdant de la coupe prenait sa place. Au total, trois équipes est-allemandes ont atteint la finale de la C2 : le 1. FC Magdeburg (1974), le FC Carl Zeiss Jena (1981) et le 1. FC Lokomotive Leipzig (1987). En outre, le 1. FC Magdeburg a remporté la Coupe d'Europe des vainqueurs de coupe de football 1973-1974, devenant la seule équipe est-allemande à avoir remporté une coupe européenne.

Variantes de la coupe
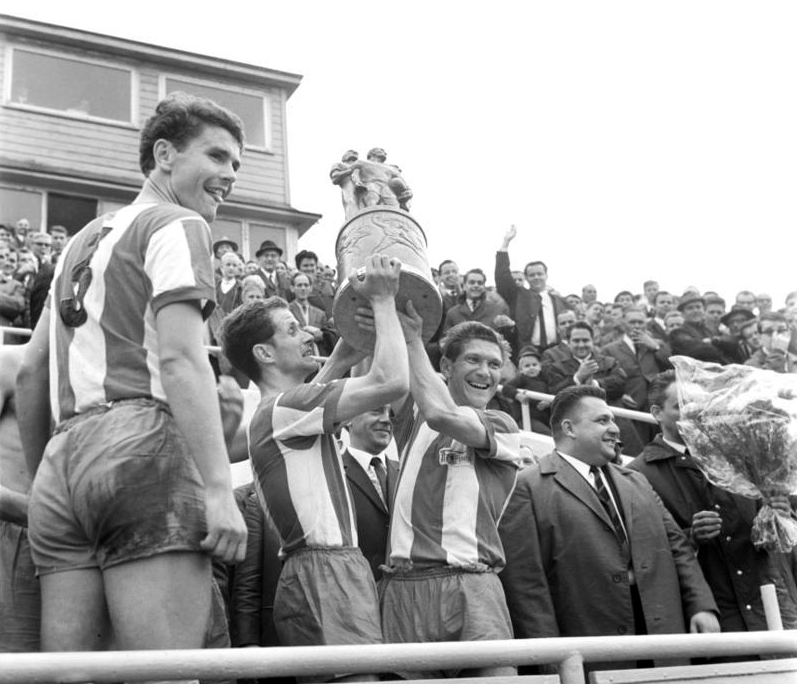
Le 1. FC Union Berlin avec la 1re variante (1968)
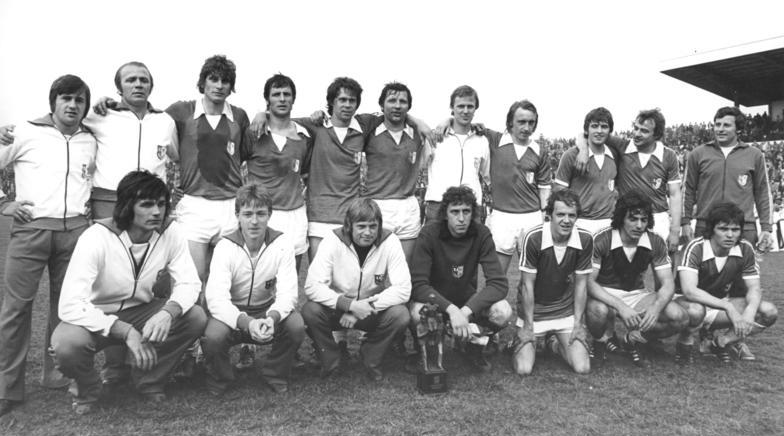
Le 1. FC Magdeburg avec la 2e variante (1978)
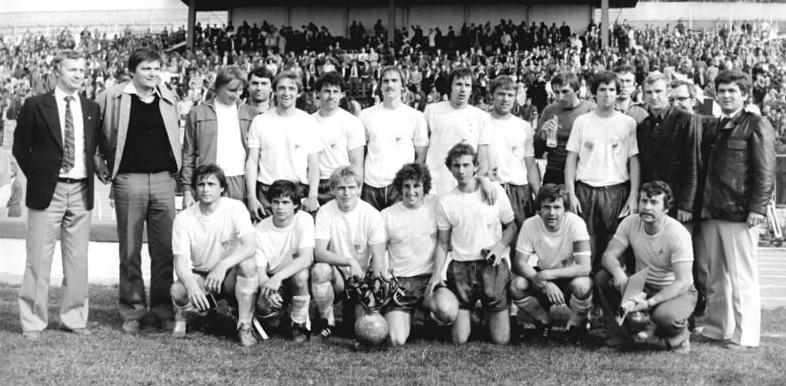
Le FC Carl Zeiss Jena avec la 3e variante (1980)
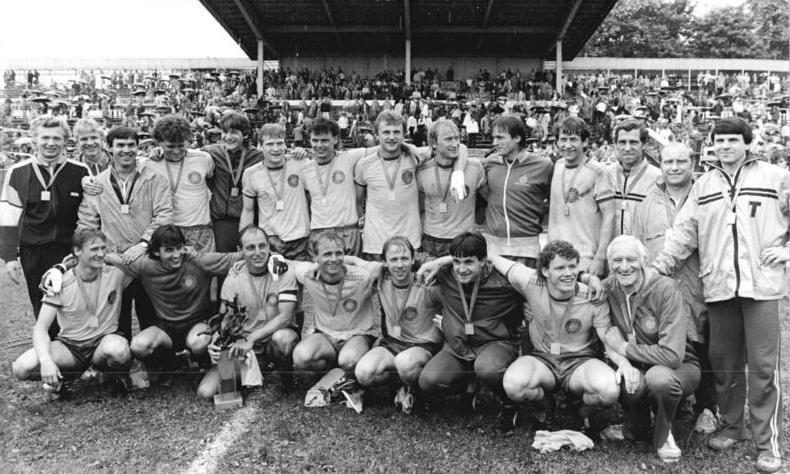
Le 1. FC Lokomotive Leipzig avec la 4e variante (1986)
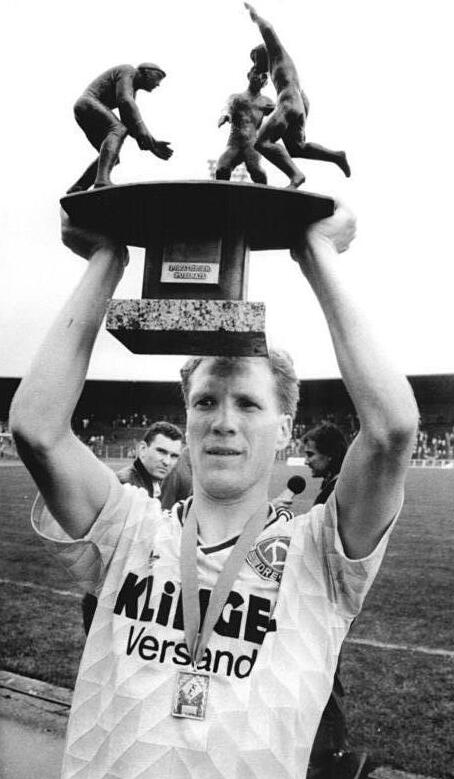
Le 1. FC Dynamo Dresden avec la 5e et dernière variante (1990)

## Finales
| Saison         | Date                             | Stade                                                       | Vainqueur                     | Résultat                      | Finaliste                     | Affluence                     |                               |
| -------------- | -------------------------------- | ----------------------------------------------------------- | ----------------------------- | ----------------------------- | ----------------------------- | ----------------------------- | ----------------------------- |
| 1949 (de)      | 28 août 1949                     | Halle, Kurt-Wabbel-Stadion                                  | BSG Waggonbau Dessau          | 1 – 0                         | BSG Gera Süd                  | 10.000                        |                               |
| 1949-1950 (de) | 3 septembre 1950                 | Berlin-Est, Walter-Ulbricht-Stadion                         | BSG EHW Thale                 | 4 – 0                         | BSG KWU Erfurt                | 15.000                        |                               |
| 1950-1951      | non jouée                        | non jouée                                                   | non jouée                     | non jouée                     | non jouée                     | non jouée                     | non jouée                     |
| 1951-1952 (de) | 14 septembre 1952                | Berlin-Est, Stadion an der Normannenstraße (de)             | SG Volkspolizei Dresden       | 3 – 0                         | BSG Einheit Pankow            | 18.000                        |                               |
| 1952-1953      | interrompue, terminée en 1954    | interrompue, terminée en 1954                               | interrompue, terminée en 1954 | interrompue, terminée en 1954 | interrompue, terminée en 1954 | interrompue, terminée en 1954 | interrompue, terminée en 1954 |
| 1952-1954 (de) | 3 juillet 1954                   | Dresden, Heinz-Steyer-Stadion                               | ZSK Vorwärts Berlin           | 2 – 1                         | BSG Motor Zwickau             | 15.000                        |                               |
| 1954-1955 (de) | 19 juin 1955                     | Leipzig, Bruno-Plache-Stadion                               | SC Wismut Karl-Marx-Stadt     | 3 – 2 ap                      | SC Empor Rostock              | 18.000                        |                               |
| 1956 (de)      | 16 décembre 1956                 | Magdeburg, Ernst-Grube-Stadion                              | SC Chemie Halle               | 2 – 1                         | ZASK Vorwärts Berlin          | 25.000                        |                               |
| 1957 (de)      | 22 décembre 1957                 | Karl-Marx-Stadt, Ernst-Thälmann-Stadion (de)                | SC Lokomotive Leipzig         | 2 – 1 ap                      | SC Empor Rostock              | 06.000                        |                               |
| 1958 (de)      | 14 décembre 1958                 | Cottbus, Max-Reimann-Stadion                                | SC Einheit Dresden            | 2 – 1 ap                      | SC Lokomotive Leipzig         | 15.000                        |                               |
| 1959 (de)      | 6 décembre 1959 13 décembre 1959 | Dresden, Heinz-Steyer-Stadion Leipzig, Bruno-Plache-Stadion | SC Dynamo Berlin              | 0 – 0 ap 3 – 2 (ma)           | SC Wismut Karl-Marx-Stadt     | 20.000 08.000                 |                               |
| 1960 (de)      | 7 octobre 1960                   | Magdeburg, Ernst-Grube-Stadion                              | SC Motor Jena                 | 3 – 2 ap                      | SC Empor Rostock              | 10.000                        |                               |
| 1961-1962 (de) | 10 juin 1962                     | Karl-Marx-Stadt, Ernst-Thälmann-Stadion                     | SC Chemie Halle               | 3 – 1                         | SC Dynamo Berlin              | 10.000                        |                               |
| 1962-1963 (de) | 1er mai 1963                     | Altenburg, Lenin-Stadion (de)                               | BSG Motor Zwickau             | 3 – 0                         | BSG Chemie Zeitz              | 25.000                        |                               |
| 1963-1964 (de) | 13 juin 1964                     | Dessau, Paul-Greifzu-Stadion                                | SC Aufbau Magdeburg           | 3 – 2                         | SC Leipzig                    | 12.000                        |                               |
| 1964-1965 (de) | 8 mai 1965                       | Berlin-Est, Friedrich-Ludwig-Jahn-Sportpark                 | SC Aufbau Magdeburg           | 2 – 1                         | SC Motor Jena                 | 25.000                        |                               |
| 1965-1966      | 30 avril 1966                    | Bautzen, Stadion Müllerwiese                                | BSG Chemie Leipzig            | 1 – 0                         | BSG Lokomotive Stendal        | 15.000                        |                               |
| 1966-1967 (de) | 30 avril 1967                    | Brandenburg, Stahl-Stadion                                  | BSG Motor Zwickau             | 3 – 0                         | FC Hansa Rostock              | 10.000                        |                               |
| 1967-1968 (de) | 9 juin 1968                      | Halle, Kurt-Wabbel-Stadion                                  | 1. FC Union Berlin            | 2 – 1                         | FC Carl Zeiss Jena            | 13.000                        |                               |
| 1968-1969 (de) | 1er juin 1969                    | Dresden, Rudolf-Harbig-Stadion                              | 1. FC Magdeburg               | 4 – 0                         | FC Karl-Marx-Stadt            | 20.000                        |                               |
| 1969-1970 (de) | 13 juin 1970                     | Dresden, Dynamo-Stadion                                     | FC Vorwärts Berlin            | 4 – 2                         | 1. FC Lokomotive Leipzig      | 12.000                        |                               |
| 1970-1971 (de) | 2 juin 1971                      | Halle, Kurt-Wabbel-Stadion                                  | SG Dynamo Dresden             | 2 – 1 ap                      | BFC Dynamo                    | 10.000                        |                               |
| 1971-1972 (de) | 14 mai 1972                      | Leipzig, Zentralstadion                                     | FC Carl Zeiss Jena            | 2 – 1                         | SG Dynamo Dresden             | 33.000                        |                               |
| 1972-1973 (de) | 1er mai 1973                     | Dessau, Paul-Greifzu-Stadion                                | 1. FC Magdeburg               | 3 – 2                         | 1. FC Lokomotive Leipzig      | 30.000                        |                               |
| 1973-1974 (de) | 13 avril 1974                    | Leipzig, Zentralstadion                                     | FC Carl Zeiss Jena            | 3 – 1 ap                      | SG Dynamo Dresden             | 32.000                        |                               |
| 1974-1975 (de) | 14 juin 1975                     | Berlin-Est, Stadion der Weltjugend                          | BSG Sachsenring Zwickau       | 2 – 2 ap (4 – 3 tab)          | SG Dynamo Dresden             | 55.000                        |                               |
| 1975-1976 (de) | 1er mai 1976                     | Berlin-Est, Stadion der Weltjugend                          | 1. FC Lokomotive Leipzig      | 3 – 0                         | FC Vorwärts Frankfurt         | 50.000                        |                               |
| 1976-1977 (de) | 28 mai 1977                      | Berlin-Est, Stadion der Weltjugend                          | SG Dynamo Dresden             | 3 – 2                         | 1. FC Lokomotive Leipzig      | 55.000                        |                               |
| 1977-1978 (de) | 29 avril 1978                    | Berlin-Est, Stadion der Weltjugend                          | 1. FC Magdeburg               | 1 – 0                         | SG Dynamo Dresden             | 50.000                        |                               |
| 1978-1979 (de) | 28 avril 1979                    | Berlin-Est, Stadion der Weltjugend                          | 1. FC Magdeburg               | 1 – 0 ap                      | BFC Dynamo                    | 50.000                        |                               |
| 1979-1980 (de) | 17 mai 1980                      | Berlin-Est, Stadion der Weltjugend                          | FC Carl Zeiss Jena            | 3 – 1 ap                      | FC Rot-Weiß Erfurt            | 45.000                        |                               |
| 1980-1981 (de) | 7 juin 1981                      | Berlin-Est, Stadion der Weltjugend                          | 1. FC Lokomotive Leipzig      | 4 – 1                         | FC Vorwärts Frankfurt         | 40.000                        |                               |
| 1981-1982 (de) | 1er mai 1982                     | Berlin-Est, Stadion der Weltjugend                          | SG Dynamo Dresden             | 1 – 1 ap (5 – 4 tab)          | BFC Dynamo                    | 48.000                        |                               |
| 1982-1983 (de) | 4 juin 1983                      | Berlin-Est, Stadion der Weltjugend                          | 1. FC Magdeburg               | 4 – 0                         | FC Karl-Marx-Stadt            | 48.000                        |                               |
| 1983-1984 (de) | 26 mai 1984                      | Berlin-Est, Stadion der Weltjugend                          | SG Dynamo Dresden             | 2 – 1                         | BFC Dynamo                    | 48.000                        |                               |
| 1984-1985 (de) | 6 juin 1985                      | Berlin-Est, Stadion der Weltjugend                          | SG Dynamo Dresden             | 3 – 2                         | BFC Dynamo                    | 48.000                        |                               |
| 1985-1986 (de) | 31 mai 1986                      | Berlin-Est, Stadion der Weltjugend                          | 1. FC Lokomotive Leipzig      | 5 – 1                         | 1. FC Union Berlin            | 50.000                        |                               |
| 1986-1987 (de) | 13 juin 1987                     | Berlin-Est, Stadion der Weltjugend                          | 1. FC Lokomotive Leipzig      | 4 – 1                         | FC Hansa Rostock              | 47.000                        |                               |
| 1987-1988 (de) | 4 juin 1988                      | Berlin-Est, Stadion der Weltjugend                          | BFC Dynamo                    | 2 – 0 ap                      | FC Carl Zeiss Jena            | 40.000                        |                               |
| 1988-1989 (de) | 1er avril 1989                   | Berlin-Est, Stadion der Weltjugend                          | BFC Dynamo                    | 1 – 0                         | FC Karl-Marx-Stadt            | 35.000                        |                               |
| 1989-1990 (de) | 2 juin 1990                      | Berlin-Est, Friedrich-Ludwig-Jahn-Sportpark                 | 1. FC Dynamo Dresden          | 2 – 1                         | PSV Schwerin                  | 05.750                        |                               |
| 1990-1991 (de) | 2 juin 1991                      | Berlin, Friedrich-Ludwig-Jahn-Sportpark                     | FC Hansa Rostock              | 1 – 0                         | Eisenhüttenstädter FC Stahl   | 04.800                        |                               |

## Statistiques

### Clubs vainqueurs

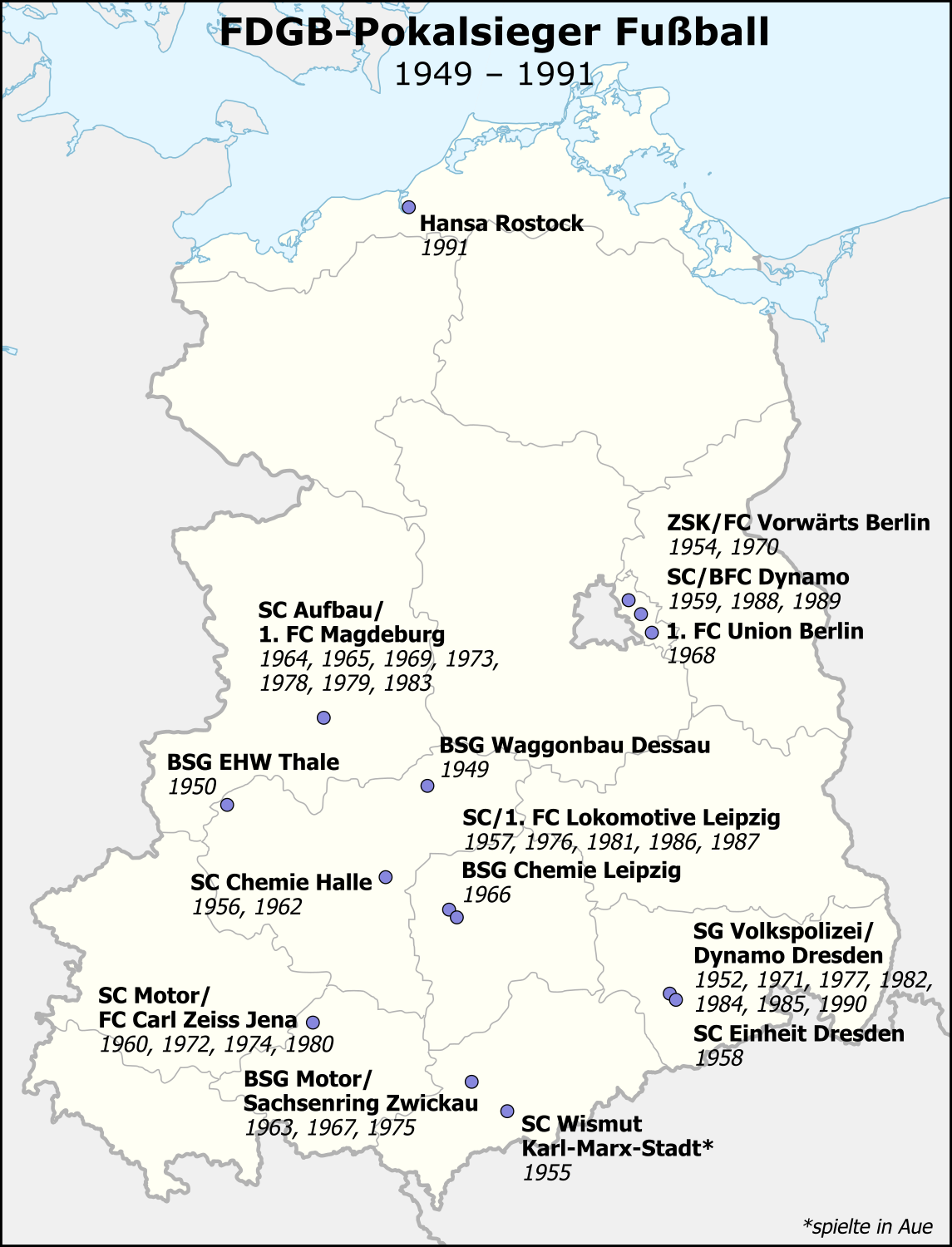
Clubs vainqueurs de la FDGB-Pokal

| Clubs                                          | Victoires | Année(s)                                 |
| ---------------------------------------------- | --------- | ---------------------------------------- |
| SC Aufbau/1. FC Magdeburg                      | 7         | 1964, 1965, 1969, 1973, 1978, 1979, 1983 |
| SV DVP/SG/1. FC Dynamo Dresden                 | 7         | 1952, 1971, 1977, 1982, 1984, 1985, 1990 |
| SC Lokomotive Leipzig/1. FC Lokomotive Leipzig | 5         | 1957, 1976, 1981, 1986, 1987             |
| SC Motor Jena/FC Carl Zeiss Jena               | 4         | 1960, 1972, 1974, 1980                   |
| BSG Motor/BSG Sachsenring Zwickau              | 3         | 1963, 1967, 1975                         |
| SC Dynamo Berlin/BFC Dynamo                    | 3         | 1959, 1988, 1989                         |
| SC Chemie Halle-Leuna/SC Chemie Halle          | 2         | 1956, 1962                               |
| ZSK/FC Vorwärts Berlin                         | 2         | 1954, 1970                               |
| BSG Chemie Leipzig                             | 1         | 1966                                     |
| BSG Waggonbau Dessau                           | 1         | 1949                                     |
| BSG EHW Thale                                  | 1         | 1950                                     |
| SC Wismut Karl-Marx-Stadt                      | 1         | 1955                                     |
| SC Einheit Dresden                             | 1         | 1958                                     |
| 1. FC Union Berlin                             | 1         | 1968                                     |
| FC Hansa Rostock                               | 1         | 1991                                     |

### Joueurs vainqueurs
- 5 victoires
  - Wolfgang Seguin et Manfred Zapf (1. FC Magdeburg - 1965, 1969, 1973, 1978, 1979)

- 4 victoires
  - Jürgen Sparwasser (1. FC Magdeburg - 1969, 1973, 1978, 1979)
  - Jürgen Pommerenke (1. FC Magdeburg - 1973, 1978, 1979, 1983)
  - Hans-Jürgen Dörner (SG Dynamo Dresden - 1971, 1977, 1984, 1985)
  - Reinhard Häfner (SG Dynamo Dresden - 1977, 1982, 1984, 1985)
  - Torsten Gütschow, Ralf Minge, Jörg Stübner (SG Dynamo Dresden 1982, 1984, 1985, 1990)

- 3 victoires
  - Bernd Jakubowski, Andreas Trautmann, Hans-Uwe Pilz, Hartmut Schade, Gert Heidler (SG Dynamo Dresden)
  - Hans-Georg Moldenhauer, Gunter Fronzeck, Hermann Stöcker, Hans-Joachim Walter, Detlef Raugust, Dirk Heyne, Siegmund Mewes, Martin Hoffmann, Axel Tyll (1. FC Magdeburg)
  - Dieter Kühn, Uwe Zötzsche, Frank Baum, René Müller, Lutz Moldt (1. FC Lokomotive Leipzig)
  - Peter Ducke, Eberhard Vogel, Konrad Weise, Lothar Kurbjuweit (FC Carl Zeiss Jena)
  - Peter Henschel (BSG Sachsenring Zwickau)

- Trois victoires avec des clubs différents
  - Wolfgang Blochwitz (1. FC Magdeburg 1965, FC Carl Zeiss Jena 1972, 1974)
  - Harald Irmscher (BSG Sachsenring Zwickau 1967, FC Carl Zeiss Jena 1972, 1974)

### Arbitres des finales
Vingt-cinq arbitres ont dirigé les quarante finales. Le tableau ci-dessous indique le nom des arbitres, puis la ville où ils sont affiliés et la ou les finale(s) où ils ont officié. L'arbitre qui a le plus officié de finales est Rudi Glöckner avec quatre finales.
- Erich Pöhner (Zwickau) 1949
- Gerhard Schulz (Dresde puis Berlin) 1949-1950, 1954-1955
- Fritz Köpcke (Wusterhausen) 1951-1952, 1956, 1965-1966
- Lothar Green (Limbach) 1952-1954, 1957
- Werner Bergmann (Hildburghausen) 1958, 1959, 1960
- Gerhard Kunze (Karl-Marx-Stadt) 1961-1962, 1963-1964, 1969-1970
- Rudi Glöckner (Markranstädt), 1962-1963, 1967-1968, 1970-1971, 1973-1974
- Wolfgang Riedel (Falkensee puis Berlin) 1964-1965, 1972-1973
- Helmut Bader (Bremen/Rhön) 1966-1967
- Hans-Joachim Schulz (Görlitz) 1968-1969
- Günter Männig (Böhlen) 1971-1972
- Heinz Einbeck (Berlin) 1974-1975
- Adolf Prokop (Erfurt) 1975-1976, 1977-1978, 1986-1987
- Klaus Scheurell (Wusterhausen) 1976-1977, 1990-1991
- Widuking Hermann (Leipzig) 1978-1979
- Siegfried Kirschen (Francfort-sur-l'Oder) 1979-1980
- Bernd Stumpf (Iéna) 1980-1981
- Hans Kulicke (Oderberg) 1981-1982
- Klaus-Dieter Stenzel (Seftenberg) 1982-1983
- Wolfgang Henning (Rostock) 1983-1984
- Manfred Roßner (Gera) 1984-1985
- Klaus Peschel (Radebeul) 1985-1986
- Günter Sepp (Meiningen) 1987-1988
- Wieland Ziller (Königsbrück) 1988-1989
- Karl-Heinz Gläser (Breitungen) 1989-1990